# گرباویتسا
گرباویتسا (راز اِسما) (به انگلیسی: Grbavica: The Land of My Dreams) ، فیلمی محصول سال ۲۰۰۶ و ساخته شده توسط کارگردان زنِ بوسنیایی ، یاسمیلا ژبانیچ است. او این فیلم را برای مظلومیت زنان مسلمان اهل بوسنی که در جریان جنگ‌های داخلی بین صربهای بوسنی و مسلمانان و کرواتهای این کشور در خلال سالهای ۱۹۹۲ تا ۱۹۹۵ برقرار بود ، ساخت. این فیلم در بخش مسابقه ی پنجاه و ششمین دوره ی جشنواره ی فیلم برلین در سال ۲۰۰۶ به نمایش درآمد و توانست مهمترین جایزه ی این جشنواره یعنی خرس طلایی آن را تصاحب کند. بازیِ بازیگر نقش اِسما ، مرجانا کارانوویچ بسیار تاثیر برانگیز است و موجب تحسین بسیاری از منتقدان گردید.

فیلم ، غم نامه‌ای برای زنان بی گناه مسلمان بوسنیایی است که قربانی جنگ‌های مستمر در بوسنی شدند. خودِ یاسمیلا ژبانیچ در حاشیه ی جشنواره ی فیلم برلین در سال ۲۰۰۶ اظهار کرد که: "بیش از ۱۳ سال از جنگ بوسنی میگذرد ولی هنوز جنایتکارانِ این جنگ آزادانه زندگی می‌کنند. آن‌ها به خاطر سازماندهی تجاوز به بیست هزار زن در بوسنی دستگیر نشده‌اند." ولی بی شک جالب ترین نکته در مورد این فیلم چنین است: پس از دو سال از سال ساخت این فیلم یعنی (۲۰۰۶) ، رادوان کاراجیچ ، که به عنوان متهم اصلی در جریان کشتار دسته جمعی مردم بوسنی شناخته میشد ، دستگیر و محاکمه شد. همچنین راتکو ملادیچ ، فرمانده ی نظامی صربهای بوسنی که نقش زیادی در این کشتار و تجاوز داشت ، در سال ۲۰۱۱ دستگیر شد و مردم مسلمان بوسنی به شادی پرداختند. ژبانیچ ، با فیلم انسان دوستانه ی خود تأثیر بسزایی در تلاش برای دستگیری جنایتکاران جنگی داشت.

این فیلم ، التیامی بر زخم نسلی است که در دهه ی نود میلادی سایه ی سنگین جنگی سخت و طاقت فرسا را بر خود حس می کردند و میراثی دردناک همچون فقر و تجاوز را تا سال‌ها از خود به یادگار گذاشتند.

## داستان فیلم
گرباویتسا نام منطقه‌ای در حومه ی سارایوو ، پایتخت بوسنی و هرزگوین است ، اما در اینجا منظور زنی گوژپشت است که در واقع به زنان قربانی دوران جنگ اشاره دارد. داستان فیلم در جریان جنگ‌های داخلی بوسنی ، بین صربها و مسلمانان در دهه ی نود میلادی میگذرد. اِسما (با بازی مرجانا کارانوویچ) زنی است که با دختر دوازده ساله‌اش در این منطقه و در این برهه ی زمانی سخت زندگی می‌کند. او برای تأمین هزینه‌های زندگی ، سخت کار می‌کند. در این بین ، دخترش با کلاس مدرسه ی خود قصد سفری را می‌کند اما ۲۰۰ یورو پول زیادی برای اسما می‌باشد. او برای تأمین این پول مجبور می‌شود تا در یک بار شبانه به کار بپردازد. پول سفر تأمین می‌شود اما مشکلی دیگر پیش می‌آید. اسما به دخترش گفته که پدرش ، در جنگ بوسنی شهید شده‌است. بچه‌هایی که پدرشان شهید هستند بدون پول به سفر می روند، اما نام سارا ، دختر اسما در بین این شاگردان نیست. سارا ، در پی کشف رازی است که مادرش اِسما نمی‌داند چگونه بیانش کند...

## فیلم و جشنواره‌ها
| جشنواره                          | جایزه                                                                    |
| -------------------------------- | ------------------------------------------------------------------------ |
| جشنواره ی فیلم برلین در سال ۲۰۰۶ | برنده ی جایزه ی خرس طلایی بهترین فیلم                                    |
| جشنواره فیلم اروپا در سال ۲۰۰۶   | نامزد کسب جایزه ی بهترین فیلم و بهترین بازیگر زن برای (مرجانا کارانوویچ) |

## External links
- وبگاه رسمی
- Grbavica در بانک اطلاعات اینترنتی فیلم‌ها (IMDb)
- Grbavica در راتن تومیتوز
- Grbavica در متاکریتیک
- Grbavica at Dogwoof pictures
- Bosnia's Lingering Shadow of War, واشینگتن پست, April 13, 2007
- A scene from the film, at the یوتیوب.